# Osmar dos Santos
Osmar Barbosa dos Santos (Marília, 20 de outubro de 1968) é um ex-atleta brasileiro.
Especialista na prova dos 800 metros, Osmar obteve a medalha de prata nos Jogos Pan-Americanos de 2003 e a medalha de bronze no Campeonato Mundial de Atletismo em Pista Coberta de 2004.
Participou dos Jogos Olímpicos de Verão de 1996, na prova dos 400 metros saindo já na primeira eliminatória; dos Jogos Olímpicos de Verão de 2000 e dos Jogos Olímpicos de Verão de 2004, na prova dos 800 metros onde foi eliminado na semifinal de ambos.